# Karl Korn (Publizist, 1865)
Karl Korn (* 28. März 1865 in Neustadt/Harz; † 1942 in Tabarz, Thüringen) war ein sozialdemokratischer Publizist und Zeitschriftenchefredakteur.

## Leben und Wirken
Karl Korn studierte Philologie. Von 1896 bis 1907  schrieb er für die sozialdemokratische  Schleswig-Holsteinische Volkszeitung in Kiel, für die er auch als Redakteur tätig war. 1901 musste er für sechs Monate und drei Tage ins Gefängnis wegen Preßvergehen.
Von 1909 bis 1927 war er für die neue sozialdemokratische Zeitschrift Arbeiter Jugend tätig, meist als Chefredakteur.
Karl Korn engagierte sich besonders für eine sozialdemokratische Bildungsarbeit, die sich von  bürgerlichen Ansichten unterschied.

## Publikationen(Auswahl)
Karl Korn veröffentlichte zahlreiche Artikel in sozialdemokratischen Zeitschriften wie Volkszeitung, Die Neue Zeit, Arbeiter-Jugend, Arbeiter-Bildung und weitere.
Er verfasste mehrere Bücher, die meist in mehreren Auflagen erschienen.
- Die bürgerliche Jugendbewegung , Berlin 1910
- Die Arbeiterjugendbewegung, Berlin 1922, Neudruck Münster 1982
- Die Weltanschauung des Sozialismus, Berlin 1927

- Lange Lehrjahre, 1975, Autobiographie
- Über Land und Meer, 1977, Journale aus drei Jahrzehnten
- Die Rheingauer Jahre, 1986, Autobiographie

Für den Gedichtband Flug in die Welt von Hermann Thurow-Nievergelt schrieb er 1927 eine Einführung.